# Onciale 0254
- Papyrus
- Onciale
- Minuscules
- Lectionnaire

Le Codex 0254 (dans la numérotation Gregory-Aland), est un manuscrit du Nouveau Testament sur parchemin écrit en écriture grecque onciale.

## Description
Le codex se compose de deux folios. Il est écrit en une colonne par page, de 20 lignes par colonne. Les dimensions du manuscrit sont 18 x 12 cm,. Les paléographes datent ce manuscrit du Ve siècle.
C'est un manuscrit contenant le texte de l'Épître aux Galates (5,13-17).
Le texte du codex représenté est de type alexandrin. Kurt Aland le classe en Catégorie I.
Lieu de conservation
Il est conservé à la Qubbat al-Khazna à Damas,.